# Cabo Verde
Cabo Verde (tiếng Bồ Đào Nha: Cabo Verde (/ˌkɑːboʊ ˈvɜːrdeɪ/ ⓘ), phát âm [ˈkabu ˈveɾdɨ], phiên âm: "Ca-bô Ve-đê" hay "Cáp-ve", nghĩa là "Mũi Xanh"), tên chính thức là Cộng hòa Cabo Verde (tiếng Bồ Đào Nha: República de Cabo Verde) là một quốc đảo gồm một quần đảo san hô 10 đảo nằm ở trung tâm Đại Tây dương, cách bờ biển Tây Phi khoảng 570 km, gồm 10 đảo núi lửa với tổng diện tích đất khoảng 4.033 kilômét vuông (1.557 dặm vuông Anh). Các đảo này có khoảng cách giữa 600 đến 850 kilômét (320 đến 460 hải lý) về phía tây Cabo Verde nằm ở điểm cực tây của lục địa Châu Phi. Các đảo Cabo Verde là một phần của vùng sinh thái Macaronesia, cùng với Azores, quần đảo Canary, Madeira và quần đảo Savage .
Quần đảo Cabo Verde đã không có người ở cho đến thế kỷ 15, khi các nhà thám hiểm của Bồ Đào Nha khám phá và thuộc địa hóa quần đảo này, do đó thiết lập khu định cư đầu tiên của người Châu Âu ở vùng nhiệt đới. Vì các đảo ở Cabo Verde nằm ở một vị trí thuận tiện để đóng một vai trò trong buôn bán nô lệ Đại Tây Dương, Cabo Verde trở nên thịnh vượng về kinh tế trong suốt thế kỷ 16 và 17, thu hút các thương gia, các tàu lùng và cướp biển. Quần đảo này suy giảm kinh tế vào thế kỷ 19 do sự đàn áp của việc buôn bán nô lệ ở Đại Tây Dương, và nhiều cư dân của quần đảo đã di cư trong thời kỳ đó. Tuy nhiên, Cabo Verde dần dần phục hồi kinh tế khi trở thành một trung tâm thương mại quan trọng và điểm dừng chân hữu ích dọc các tuyến đường vận tải biển chính. Năm 1951, Cabo Verde được hợp nhất như một bộ tỉnh hải ngoại của Bồ Đào Nha, nhưng cư dân của quần đảo vẫn tiếp tục chiến dịch giành độc lập mà họ đã đạt được vào năm 1975.
Kể từ đầu những năm 1990, Cabo Verde đã là một quốc gia theo thể chế dân chủ đại diện ổn định, và vẫn là một trong những quốc gia dân chủ và phát triển nhất ở châu Phi. Thiếu tài nguyên thiên nhiên, nền kinh tế đang phát triển của quốc gia này chủ yếu theo hướng dịch vụ, với trọng tâm ngày càng tăng vào du lịch và đầu tư nước ngoài. Dân số khoảng 483.628 người vào năm 2021 chủ yếu là người gốc Phi và châu Âu di sản và chủ yếu là Công giáo, theo phản ánh di sản của sự cai trị của Bồ Đào Nha. Một cộng đồng ngoại kiều Cabo Verde lớn tồn tại trên khắp thế giới, đặc biệt là ở Hoa Kỳ và Bồ Đào Nha, và đông hơn đáng kể cư dân trên các hòn đảo. Cabo Verde là một quốc gia thành viên của Liên minh châu Phi.
Ngôn ngữ chính thức của Cabo Verde là tiếng Bồ Đào Nha.  Nó là ngôn ngữ của sự hướng dẫn và chính phủ. Nó cũng được sử dụng trên báo chí, truyền hình và đài phát thanh.

## Lịch sử
Trước đây, quần đảo này không có cư dân. Người Bồ Đào Nha đến Cabo Verde năm 1460 và chiếm Cabo Verde làm thuộc địa từ năm 1495. Phần lớn dân cư ngày nay là người lai giữa người Bồ Đào Nha và người châu Phi.
Với vị trí nằm ngay trên thương lộ nối châu Phi, châu Âu và châu Mỹ, Cabo Verde từng là trung tâm buôn bán nô lệ sầm uất, nhưng đến năm 1876 khi chế độ nô lệ bị bãi thì vị thế quần đảo này phai nhạt dần. Năm 1951, về mặt hành chánh Cabo Verde trở thành một tỉnh hải ngoại của Bồ Đào Nha. Năm 1961, chính phủ Bồ Đào Nha trao quyền công dân cho mọi người dân Cabo Verde, xem họ bình đẳng trước luật pháp như dân ở chính quốc. Phong trào độc lập dưới sự lãnh đạo của Đảng châu Phi vì Độc lập Guiné-Bissau và Cabo Verde (PAIGC), thành lập từ năm 1956. Biến cố đảo chính năm 1974 ở Bồ Đào Nha đánh dấu một trang sử mới khi chính phủ Lisboa theo đuổi chính sách "giải thực" trao độc lập cho các xứ thuộc địa. Sự việc này diễn ra ngày 20 tháng 12 khi Bồ Đào Nha chính thức ký kết trả độc lập cho Cabo Verde. Cabo Verde tuyên bố độc lập ngày 5 tháng 7 năm 1975. Đảng châu Phi vì Độc lập Guiné-Bissau và Cabo Verde nắm quyền lãnh đạo đất nước.
Năm 1977, Đại hội lần thứ 3 PAIGC chủ trương liên kết kinh tế Guiné-Bissau và Cabo Verde, tiến tới hợp nhất 2 nước thành 1 nước cộng hoà nhưng tháng 11 năm 1980, tướng Joao Bernado Vieira (người Guiné-Bissau) tiến hành đảo chính lật đổ Tổng thống Louis Cabral và lên nắm quyền. Sau sự kiện này, Guiné-Bissau và Cabo Verde cắt quan hệ, bộ phận Đảng của Cabo Verde trong PAIGC tách thành PAICV (Đảng người Phi vì Độc lập của Cabo Verde).
Năm 1990, Cabo Verde tiến hành cải cách hiến pháp, tách chức năng của đảng ra khỏi chức năng Nhà nước, chấp nhận chế độ đa đảng. Cuộc tuyển cử đa đảng đầu tiên kể từ khi độc lập diễn ra ngày 13 tháng 1 năm 1991. Đảng Phong trào vì dân chủ giành được đa số phiếu, ứng cứ viên đảng này, Antonio Monteiró trở thành Tổng thống và tái đắc cử năm 1996.
Tháng 12 năm 1995, đảng Phong trào Dân chủ (MPD) lại giành được thắng lợi trong cuộc bầu cử Quốc hội, chiếm 59% số phiếu bầu (50/72 ghế Quốc hội).
Trong cố gắng phát triển ưu thế về vị trí thuận lợi cả đường biển và đường không xuyên Đại Tây Dương, Nhà nước Cabo Verde tiến hành mở rộng các phi cảng và hải cảng. Các đoàn tàu đánh bắt cá biển và công nghiệp chế biến cá cũng được hiện đại hóa. Tình trạng nghèo đói, thất nghiệp tiếp tục gia tăng, chương trình tư nhân hóa của Chính phủ không mấy thành công đã làm cho đảng Phong trào vì dân chủ thất bại trong cuộc bầu cử năm 2001, José Maria Neves thuộc đảng châu Phi vì Độc lập của Cabo Verde trở thành Thủ tướng.

## Chính trị
Cabo Verde là nước cộng hòa nghị viện. Hiến pháp được phê chuẩn vào năm 1980 và sửa đổi năm 1992, 1995 và 1999. Tổng thống là người đứng đầu nhà nước và được người dân bầu chọn với nhiệm kỳ 5 năm. Thủ tướng là người đứng đầu chính phủ. Thủ tướng được đề cử bởi Quốc hội và được tổng thống chỉ định. Các thành viên của Quốc hội được bầu theo phổ thông đầu phiếu cho nhiệm kỳ 5 năm. Ba đảng phái hiện có ghế trong Quốc hội là PAICV 40 ghế, MPD 30 ghế, và Liên minh Dân chủ Cabo Verde độc lập (UCID) 2 ghế.
Hệ thống tư pháp bao gồm một Tòa án tối cao mà các thành viên được bổ nhiệm bởi Tổng thống, Quốc hội và Hội đồng quản trị của ngành Tư pháp và các tòa án khu vực. Tòa án riêng biệt khác nhau sẽ xét xử các vụ dân sự, vi phạm hiến pháp và hình sự.

### Đối ngoại
Cabo Verde theo đường lối độc lập dân tộc, không liên kết, quan hệ mật thiết với các nước thuộc địa cũ của Bồ Đào Nha, chú trọng quan hệ với Bồ Đào Nha, Pháp.

## Địa lý

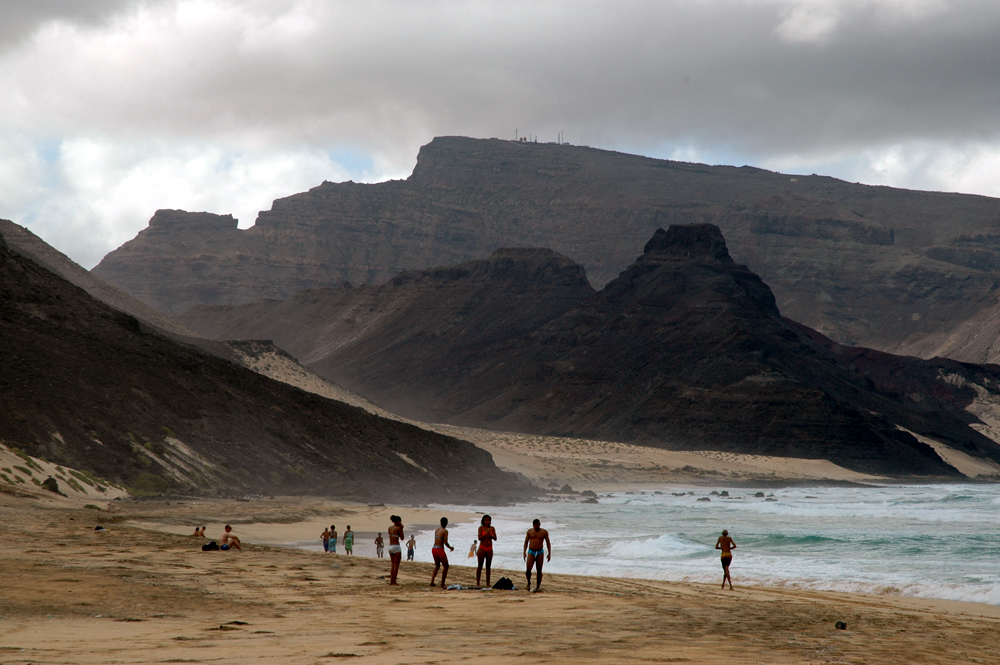
Bãi biển trên đảo São Vincente

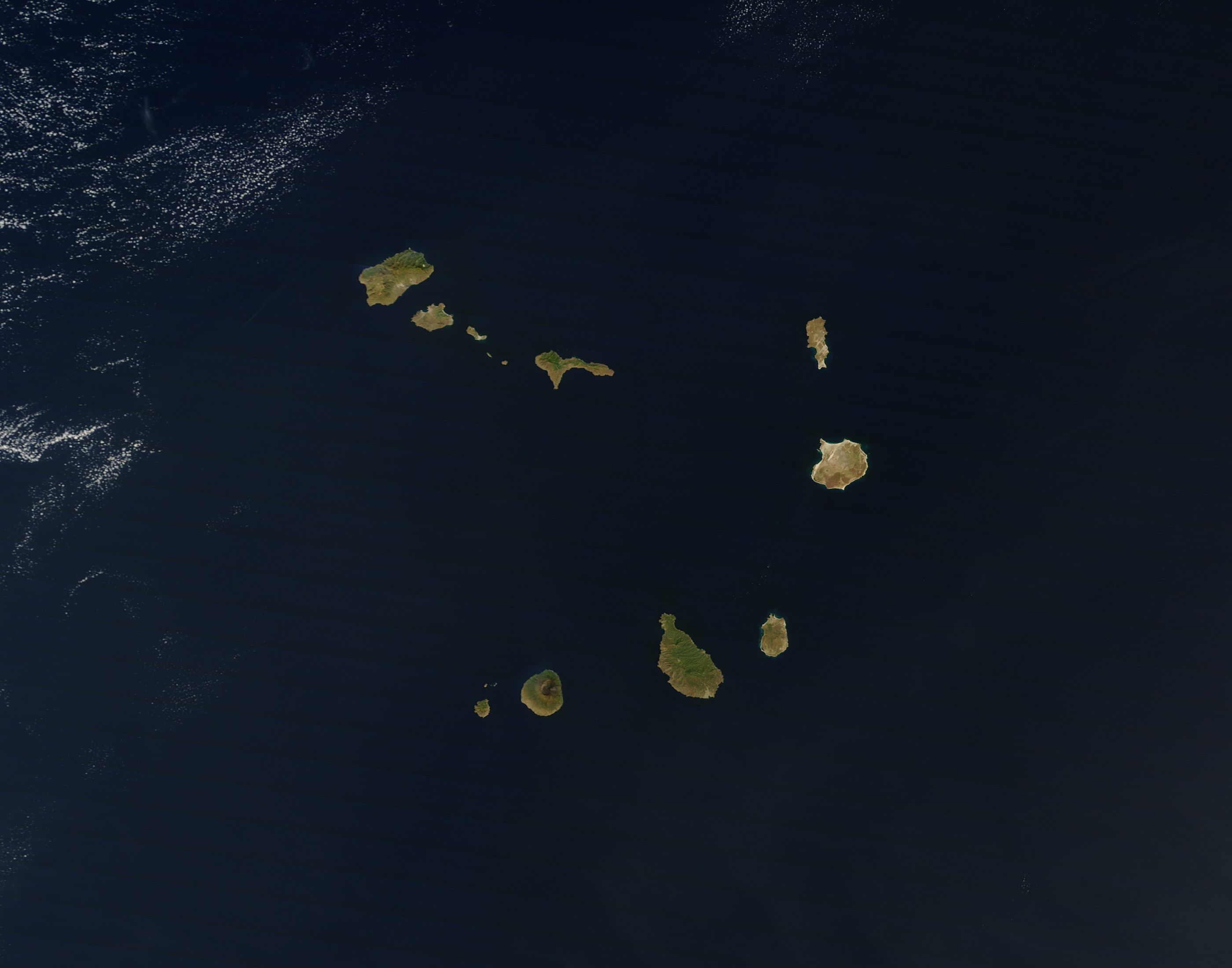
Ảnh chụp vệ tinh Cabo Verde, ngày 23 tháng 11 năm 2010.

Cabo Verde là một quần đảo nhỏ ở Tây Phi, nằm ở phía Tây Sénégal. Cabo Verde là một quần đảo núi lửa ở Đại Tây Dương, được chia thành hai nhóm: nhóm Ilhas do Barlavento ở phía Bắc, gồm các đảo Santo Antão (754 km²), Boa Vista (622 km²), São Vincente (246 km²), Sal (298 km²) và Santa Luzia (34 km²); và nhóm Ilhas do Sotavento ở phía Nam gồm có các đảo São Tiago (992 km²), Fogo (477 km²) có một núi lửa còn đang hoạt động, Maio (267 km²) và Brava (65 km²). Địa hình ở các đao này chủ yếu là núi với các vùng đất có nhiều rãnh sâu do xói mòn và nhiều đảo nhỏ.

### Khí hậu
Khí hậu tương đối ôn hòa, mùa hè nóng và ẩm. Lượng mưa thấp và thất thường. Trung bình nhiệt độ hàng ngày dao động từ 23 °C (73 °F) trong tháng 2 đến 29 °C (84,2 °F) trong tháng 9. Cabo Verde là một phần của vành đai khô cằn Sahel. Mưa không đều giữa tháng 8 và tháng 10 với những trận mưa lớn thường xuyên nhưng không kéo dài.

### Môi trường
Nạn phá rừng để lấy gỗ làm nhiên liệu; đất bị xói mòn do tình trạng chăn thả quá mức và sử dụng đất không đúng cách; sa mạc hóa; môi trường bị hủy hoại đe dọa đời sống một số loài chim và bò sát; tình trạng đánh bắt cá quá mức.

## Hành chính

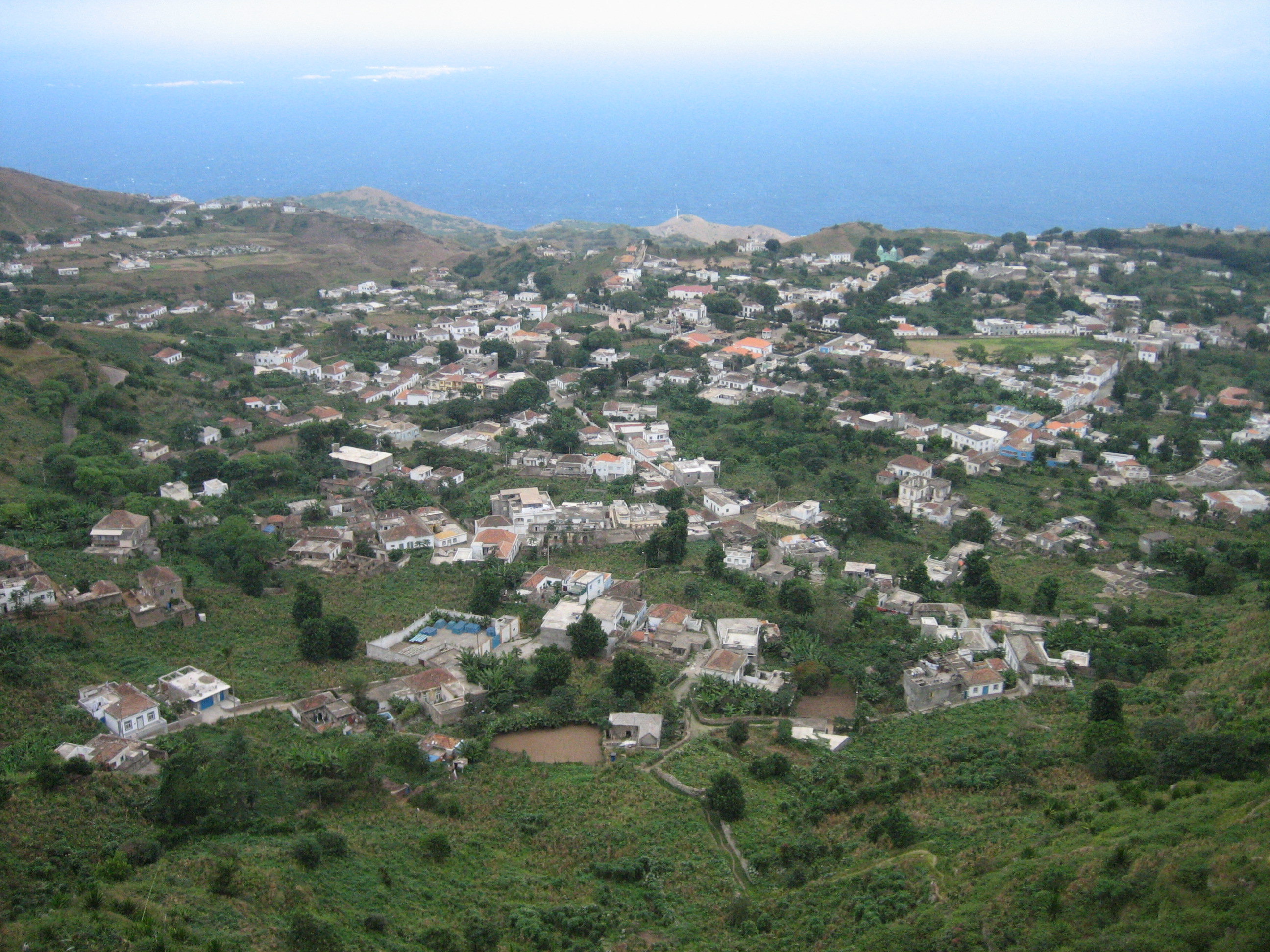
Thành phố Nova Sintra, trên đảo Brava.

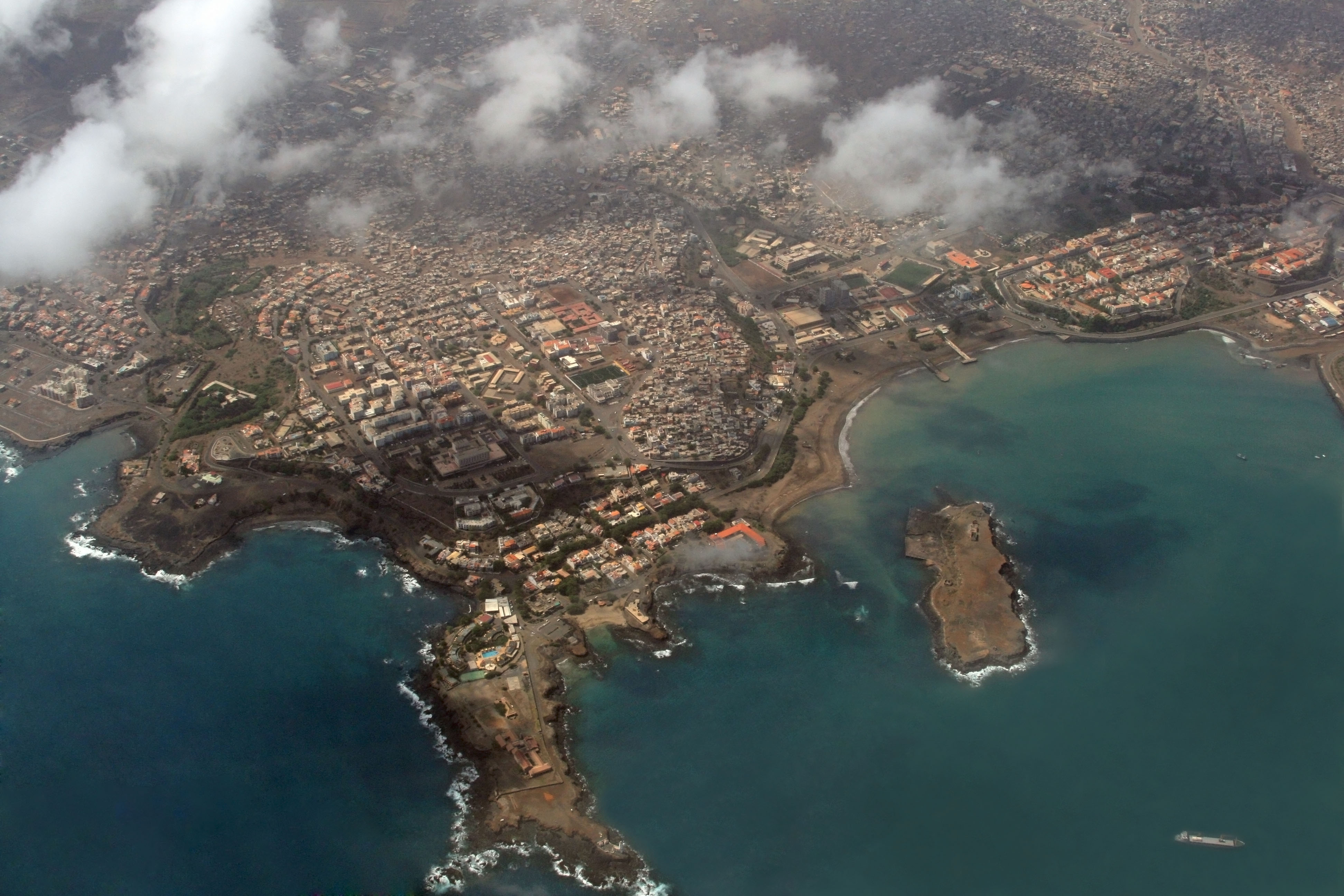
Thủ đô Praia trên đảo Santiago.

Cabo Verde được chia thành 22 thành phố (concelhos) và 32 giáo xứ (freguesias), các giáo xứ này đã tồn tại trong thời kỳ thuộc địa trên cơ sở giáo xứ của Công giáo:

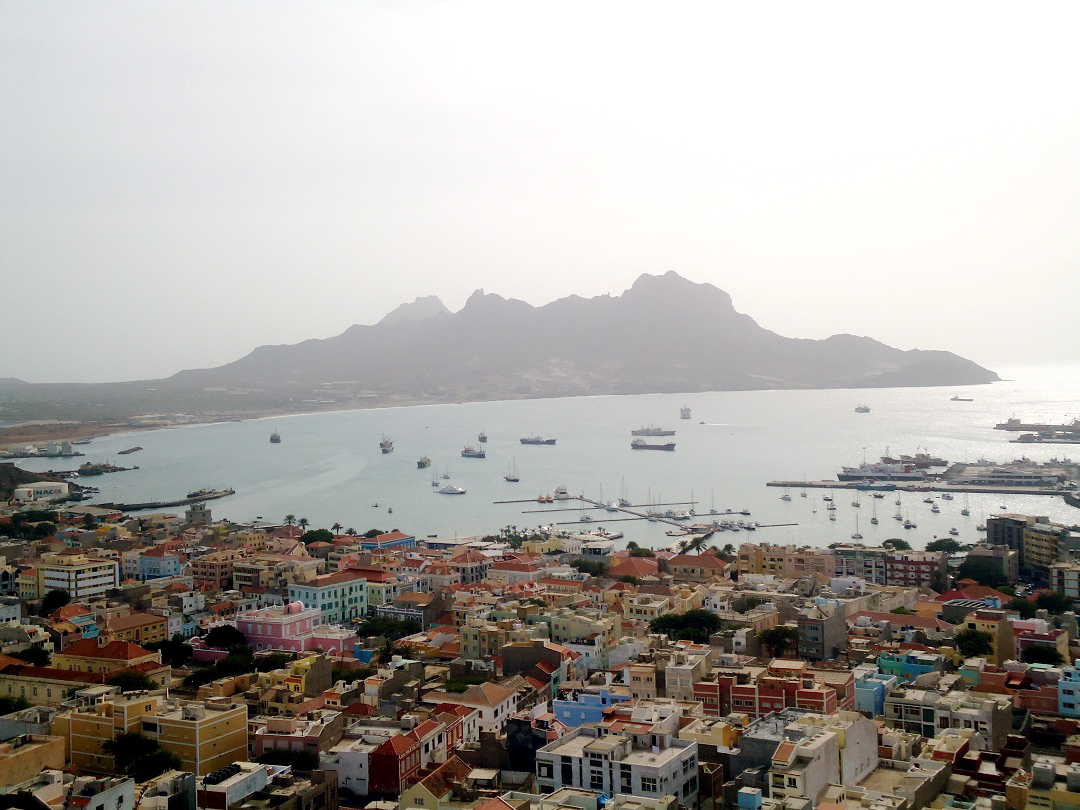
Trung tâm thành phố Mindelo thuộc giáo xứ Baía do Porto Grande, đảo São Vicente.

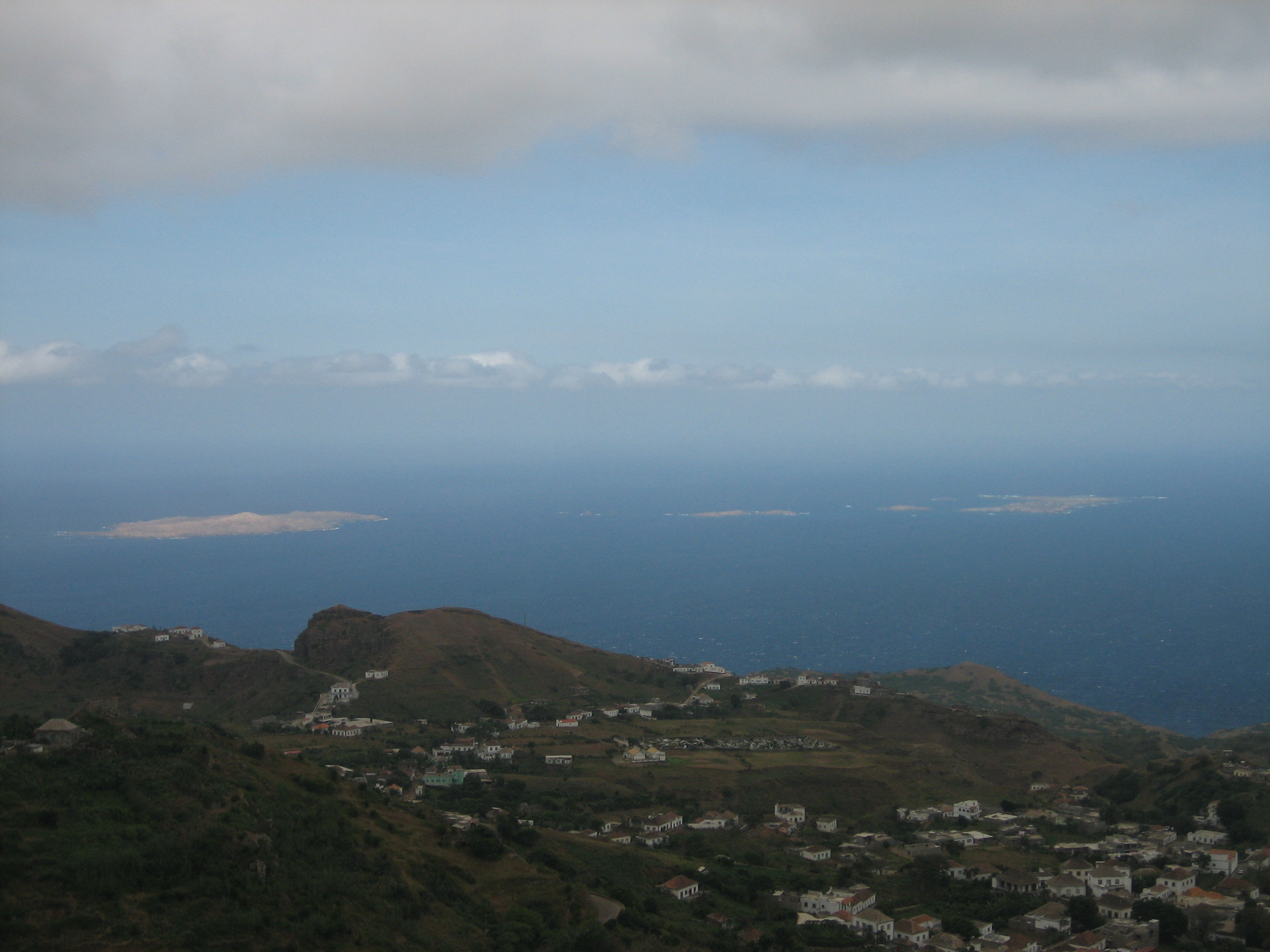
Các hòn đảo nhỏ không có người trên đảo Secos Ilhéus hoặc Ilhéus Rombo, nhìn thấy từ ngoài khơi bờ biển, với thị trấn Sintra Nova ở phía trước.

| Đảo         | Thành phố               | Giáo xứ                     |
| Santo Antão | Ribeira Grande          | Nossa Senhora do Rosário    |
| Santo Antão | Ribeira Grande          | Nossa Senhora do Livramento |
| Santo Antão | Ribeira Grande          | Santo Crucifixo             |
| Santo Antão | Ribeira Grande          | São Pedro Apóstolo          |
| Santo Antão | Paul                    | Santo António das Pombas    |
| Santo Antão | Porto Novo              | São João Baptista           |
| Santo Antão | Porto Novo              | Santo André                 |
| São Vicente | São Vicente             | Nossa Senhora da Luz        |
| Santa Luzia | São Vicente             | Nossa Senhora da Luz        |
| São Nicolau | Ribeira Brava           | Nossa Senhora da Lapa       |
| São Nicolau | Ribeira Brava           | Nossa Senhora do Rosário    |
| São Nicolau | Tarrafal de São Nicolau | São Francisco               |
| Sal         | Sal                     | Nossa Senhora das Dores     |
| Boa Vista   | Boa Vista               | Santa Isabel                |
| Boa Vista   | Boa Vista               | São João Baptista           |

| Đảo      | Thành phố                  | Giáo xứ                    |
| Maio     | Maio                       | Nossa Senhora da Luz       |
| Santiago | Praia                      | Nossa Senhora da Graça     |
| Santiago | São Domingos               | Nossa Senhora da Luz       |
| Santiago | São Domingos               | São Nicolau Tolentino      |
| Santiago | Santa Catarina             | Santa Catarina             |
| Santiago | São Salvador do Mundo      | São Salvador do Mundo      |
| Santiago | Santa Cruz                 | Santiago Maior             |
| Santiago | São Lourenço dos Órgãos    | São Lourenço dos Órgãos    |
| Santiago | Ribeira Grande de Santiago | Santíssimo Nome de Jesus   |
| Santiago | Ribeira Grande de Santiago | São João Baptista          |
| Santiago | São Miguel                 | São Miguel Arcanjo         |
| Santiago | Tarrafal                   | Santo Amaro Abade          |
| Fogo     | São Filipe                 | São Lourenço               |
| Fogo     | São Filipe                 | Nossa Senhora da Conceição |
| Fogo     | Santa Catarina do Fogo     | Santa Catarina do Fogo     |
| Fogo     | Mosteiros                  | Nossa Senhora da Ajuda     |
| Brava    | Brava                      | São João Baptista          |
| Brava    | Brava                      | Nossa Senhora do Monte     |

## Kinh tế
Kinh tế hướng tới các ngành dịch vụ: thương mại, giao thông vận tải và dịch vụ công cộng chiếm khoảng 70% GDP. Mặc dầu gần 70% dân số sống ở nông thôn nhưng nông nghiệp chỉ chiếm 8% GDP, trong đó ngư nghiệp chiếm khoảng 15% (năm 1995). Cabo Verde phải nhập khẩu đến 90% lương thực. Tiềm năng nghề cá, chủ yếu là tôm hùm và cá ngừ, còn chưa được quan tâm khai thác.
Tình trạng thâm hụt hàng năm cao, phải nhờ vào viện trợ của quốc tế và tiền gửi của khoảng 60.000 người di cư (số tiền gửi này đóng góp hơn 20% GDP). Những cải cách kinh tế do Chính phủ dân chủ mới đưa ra năm 1991 đã hướng vào phát triển khu vực kinh tế tư nhân và thu hút đầu tư nước ngoài để đa dạng hóa nền kinh tế.
Trước đây Cabo Verde là vùng núi lửa, nay là bán sa mạc, khô cằn, ít mưa, luôn bị hạn, kinh tế nghèo nàn, thiếu lương thực. Nguồn thu nhập chính là thuê sân bay, hải cảng, muối. Đóng góp của kiều dân Cáp-ve ở nước ngoài là nguồn thu nhập ngoại tệ đáng kể của nền kinh tế nước này.
Từ năm 2000 đến năm 2009, GDP tăng trung bình hơn 7% một năm, cao hơn mức trung bình so với các nước tiểu vùng Sahara và nhanh hơn so với các nền kinh tế ở các quốc đảo nhỏ nhất trong khu vực. Hoạt động kinh tế phất triển mạnh mẽ do sự góp phần của ngành công nghiệp du lịch được xem là phát triển nhanh nhất trên thế giới, cũng như dòng vốn đầu tư nước ngoài đáng kể cho phép Cabo Verde phát triển mạnh kinh tế. Tỷ lệ thất nghiệp đã giảm nhanh chóng, và đất nước đang đi đúng hướng để đạt được hầu hết các Mục tiêu Phát triển Thiên niên kỷ do Liên Hợp Quốc đề ra, bao gồm giảm một nửa mức nghèo đói trong năm 1990.
Trong năm 2007, Cabo Verde gia nhập Tổ chức Thương mại Thế giới (WTO) và trong năm 2008 thoát khỏi danh sách Các quốc gia kém phát triển nhất (LDC) trở thành nước có thu nhập trung bình (MIC).
GDP (thực tế): 1,68 tỷ USD (2009).
GNP bình quân: 3.900 USD (2009).
Tăng trưởng: 1,8% (2009).

## Giáo dục

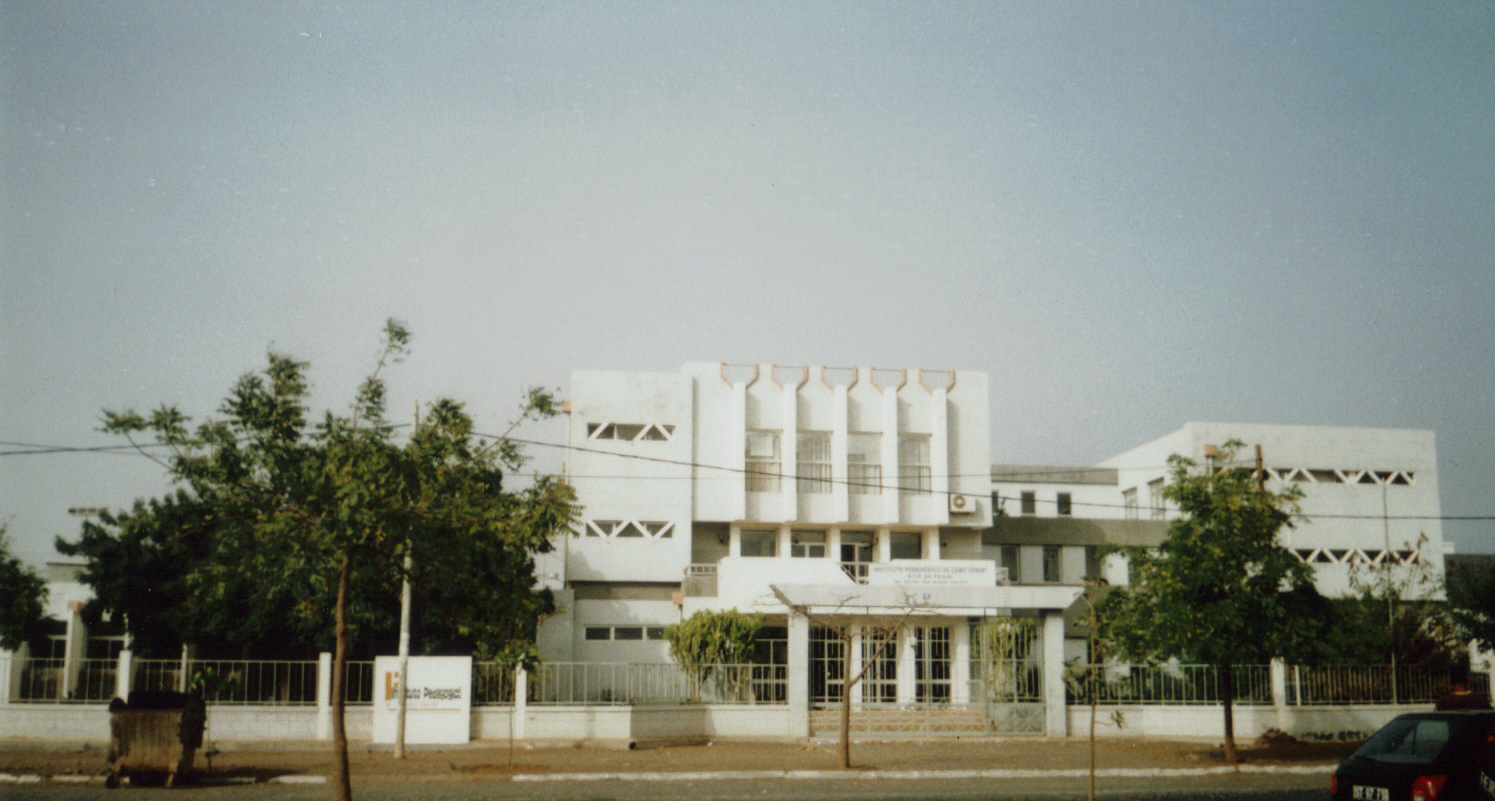
Trường Cao đẳng Đào tạo ở Praia.

Giáo dục tiểu học tại Cabo Verde là bắt buộc trong độ tuổi từ 6 đến 14 và miễn phí cho trẻ em từ 6 đến 12 tuổi. Năm 2008, tỷ lệ nhập học tiểu học là 84%. Khoảng 85% tổng dân số trên 15 tuổi biết chữ. Sách giáo khoa được cung cấp miễn phí tới 90% học sinh, và 90% các giáo viên được tham dự dịch vụ đào tạo giáo viên. Mặc dù hầu hết trẻ em được tiếp cận với giáo dục, nhưng cũng còn một số vấn đề lớn trong việc giáo dục. Ví dụ, nhiều sinh viên và một số giáo viên nói tiếng Creole ở nhà và họ nói không rành tiếng Bồ Đào Nha (ngôn ngữ giảng dạy); không có đủ chi phí cho dụng cụ học tập, và có một tỷ lệ lưu ban cao.

## Y tế

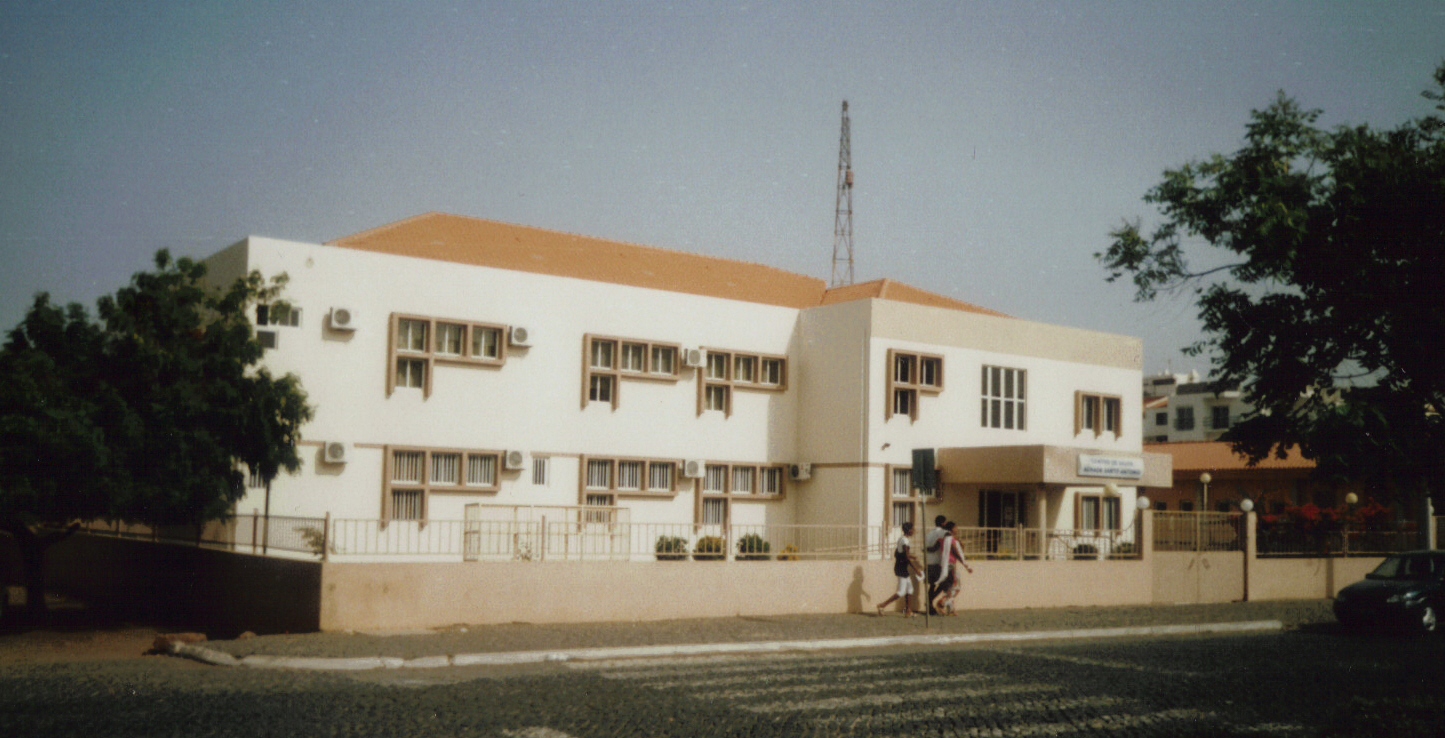
Một bệnh viện ở thủ đô Praia.

Dịch vụ chăm sóc sức khỏe cho cộng đồng miễn phí, tuy nhiên chất lượng y tế không cao (thiếu thốn trang thiết bị và nhân viên). Khu vực nông thôn chỉ có khoảng 1/2 số dân được sử dụng nước sạch.
Tỷ lệ tử vong trẻ sơ sinh tại Cabo Verde là 18 trên 1.000 ca, và tỷ lệ tử vong ở mẹ là 53,7 ca tử vong trên 100.000 ca. Tỷ lệ nhiễm AIDS là thấp - có khoảng 1.700 bệnh nhân HIV/AIDS trong cả nước, với hơn một nửa trong số này nằm ở Praia.

## Nhân khẩu học
Tôn giáo tại Cabo Verde (2010)
Số liệu thống kê nhân khẩu học của ESA nói Cabo Verde có dân số 567.000 trong năm 2010.

### Dân tộc
Phần lớn dân số là người Creole (lai giữa người da đen và da trắng). Một nghiên cứu di truyền cho thấy tổ tiên của người Cabo Verde chủ yếu là người châu Âu trong dòng nam và Tây Phi trong dòng nữ; tính với nhau tỷ lệ này là 57% châu Phi và 43% châu Âu.

### Tôn giáo
Khoảng 95% dân số là Kitô giáo. Hơn 85% dân số là trên danh nghĩa là Công giáo La Mã,. Các giáo phái Tin Lành lớn nhất là Giáo hội Nazarene;. Các nhóm khác bao gồm Giáo hội Cơ Đốc Phục Lâm, Mặc Môn, Phong trào Ngũ Tuần và Tin Lành khác. Có một cộng đồng Hồi giáo nhỏ. Những người vô thần được ước tính ít hơn 1% dân số.

## Văn hóa

### Âm nhạc
Âm nhạc đảo quốc này là sự kết hợp giữ âm nhạc Bồ Đào Nha, Caribe, châu Phi, và ảnh hưởng của âm nhạc Brazil. âm nhạc quốc gia tinh túy của Cabo Verde là Morna, một hình thức hát u sầu và trữ tình thường hát bằng tiếng Creole. Thể loại âm nhạc phổ biến nhất sau morna là coladeira tiếp theo funaná và âm nhạc batuque. Thế giới biết đến nền âm nhạc Cabo Verde qua những ca sĩ nổi tiếng thế giới như Ildo Lobo và Cesária Évora mà các bài hát của họ đã trở thành một biểu tượng và nền văn hóa của đất nước. Ngoài ra còn có các nghệ sĩ nổi tiếng thế giới được sinh ra ở Cabo Verde. Trong số đó có các nghệ sĩ như nghệ sĩ piano và jazz Horace Silver, nghệ sĩ saxophone Paul Gonsalves Duke Ellington, Paul Pena, anh em Tavares và ca sĩ Lura.

## Ngôn ngữ
Ngôn ngữ chính thức của Cabo Verde là tiếng Bồ Đào Nha. Nó là ngôn ngữ được giảng dạy và là ngôn ngữ chính thức của chính phủ. Tuy nhiên, tiếng Creole được sử dụng một cách thông dụng và được xem là tiếng mẹ đẻ của hầu như tất cả người Cabo Verde.

## Giao thông vận tải
Ở Cabo Verde, giao thông vận tải giữa các đảo được thực hiện bằng máy bay. Có các chuyến bay thường xuyên đến và đi từ các đảo chính (Santiago, Sal và São Vicente), với các chuyến bay ít hơn đối với các đảo khác. Giao thông vận tải bằng thuyền cũng có sẵn, mặc dù không được sử dụng rộng rãi cũng như sự an toàn không được bảo đảm. Trong các thành phố lớn, xe buýt công cộng chạy theo định kỳ và taxi là phương tiện di chuyển phổ biến. Ở các thị trấn nhỏ, phương tiện giao thông vận tải chủ yếu là xe khác Toyota hiaces hoặc taxi.

## Chủ đề hỗn hợp
| Tháng    | Nhiệt độ | Nhiệt độ | Lượng mưa |
| Tháng 1  | 75 °F    | 24 °C    | 5,3mm     |
| Tháng 2  | 75 °F    | 24 °C    | 3,8mm     |
| Tháng 3  | 77 °F    | 25 °C    | 1,3mm     |
| Tháng 4  | 77 °F    | 25 °C    | 0,0mm     |
| Tháng 5  | 78 °F    | 25 °C    | 0,0mm     |
| Tháng 6  | 79 °F    | 26 °C    | 0,0mm     |
| Tháng 7  | 81 °F    | 27 °C    | 0,8mm     |
| Tháng 8  | 84 °F    | 29 °C    | 14,1mm    |
| Tháng 9  | 85 °F    | 29 °C    | 33,6mm    |
| Tháng 10 | 83 °F    | 29 °C    | 6,5mm     |
| Tháng 11 | 81 °F    | 27 °C    | 2,5mm     |
| Tháng 12 | 77 °F    | 25 °C    | 1,6mm     |